# Luftens temperaturskiktning
Luftens temperaturskiktning, även kallat stabilitet, är ett grundläggande begrepp inom meteorologi som anger temperaturtillstånd i troposfären vilket kan användas för att förutsäga effekter av vertikala luftrörelser. Man brukar vanligen skilja mellan tre olika typer av skiktningar, neutral (indifferent), stabil respektive instabil (labil) skiktning.
De olika typerna av skiktning är ideala. I praktiken kan de förekomma samtidigt på olika höjd över samma plats.

## Neutral skiktning
Vid neutral skiktning, som också kallas indifferent skiktning, är den höjdmässiga temperaturförändringen sådan att vertikala luftrörelser är opåverkade, det vill säga de varken dämpas eller förstärks. Neutral skiktning uppstår när temperaturen avtar med 1 grad per 100 höjdmeter.
Vid temperaturförändringen 1 grad per 100 höjdmeter (mer exakt 0,98 grader per 100 höjdmeter) råder balans mellan gravitationen och en uppåtriktad kraft som beror av tryckminskning med ökad höjd. Förhållandet gäller så länge inte någon kondensation av vattenånga till vattendroppar sker. Om kondensation sker kommer den nämnda balansen att ske vid en temperaturminskning på 0,6 grader per 100 höjdmeter. Värdet varierar dock mellan 0,3 och 1,0 grader per 100 höjdmeter beroende på hur mycket kondensation som sker, men 0,6 är ett medelvärde.

## Stabil skiktning
Vid stabil skiktning är temperaturförändringen med höjd sådan att vertikala luftrörelser, både uppåt och nedåt, bromsas. Luften eftersträvar att återgå till ursprungsläget. Detta leder till att vertikal omblandning av luft är liten.
Stabil skiktning uppstår när temperaturen avtar med mindre än 1 grad per 100 höjdmeter. Om en luftbubbla stiger under stabil skiktning kommer den att minska i temperatur med 1 grad per 100 höjdmeter. Denna luftbubbla kommer då att vara kallare än omgivande luft och kommer därför att sjunka. Om luftbubblan istället stiger kommer den att vara varmare än omgivande luft, vilket leder till att den ökar i höjd.
Inversion, det vill säga när lufttemperaturen ökar med höjden, kan ses som extremt stabil skiktning. Stabil skiktning och i synnerhet inversion leder till ökade föroreningskoncentrationer där utsläpp sker.

## Instabil skiktning

Den röda linjen beskriver lufttemperaturen i °C (x-axeln) på olika höjd över marken i kilometer (y-axeln) vid ett fall av instabil skiktning. Den svarta linjen visar den temperatur som ett luftpaket som flyttas från B kommer att få på grund av adiabatisk temperaturförändring.

Vid instabil skiktning, som också kallas labil skiktning, uppmuntras vertikala luftrörelser av den omgivande lufttemperaturen. Detta leder till stor vertikal omblandning av luften. Instabil skiktning förekommer exempelvis vid kraftig solstrålning.
Instabil skiktning uppstår när temperaturen avtar med mer än 1 grad per 100 höjdmeter. Om en luftbubbla stiger under instabil skiktning kommer den att bli varmare och därmed lättare än omgivande luft. Rörelsen uppåt förstärks. På motsvarande sätt förstärks även en nedåtriktad rörelse.
Se vidstående figur, där den röda linjen beskriver den aktuella lufttemperaturen på olika höjd. Ett luftpaket befinner sig vid B (-10 grader på 2 km höjd). Om detta hävs 1 km till 3 km höjd kommer det att genomgå en adiabatisk temperatursänkning på 10 grader, det vill säga få en temperatur på -20 grader (punkt A). Den omgivande luften har dock en temperatur på -30 grader på denna höjd. Det hävda luftpaketet är alltså varmare (lättare) än omgivande luft vilket gör att hävningen förstärks.
Om luftpaketet vid B istället sänks 1 km till 1 km höjd kommer det att få en adiabatisk uppvärmning på 10 grader, det vill säga få en temperatur på 0 grader (punkt C). Den omgivande luften är dock +10 grader på 1 km höjd. Luftpaketet är kallare (tyngre) än omgivande luft och sänkningen förstärks.

## Rökplymer vid olika temperaturskiktningar
Luftens temperaturskiktning kan identifieras av utseendet hos rökplymer från höga skorstenar. Det finns olika termer som motsvarar plymens utseende. Röken kommer alltid att sprida sig lite grand på grund av turbulens och konvektiva processer. Luftens temperaturskiktning kommer att avgöra vidare spridning av röken.

### Looping
Vid instabil skiktning får rökgaserna stor spridning, både uppåt och nedåt. Röken får därmed ett oroligt, loopartat utseende. Den engelska termen för detta är looping.

### Coning
När luften är neutralt eller svagt stabilt skiktad kommer röken att få ett konformat utseende. Rökgaserna får en begränsad spridning både horisontellt och vertikalt. Spridningen ökar dock med avståndet från skorstenen. Coning, från cone = kon, är den engelska termen för detta.

### Fanning
När luften är stabilt skiktad blir den vertikala spridningen av rökgaserna begränsad. I horisontalplanet får dock gaserna en normal spridning. Rökplymen blir alltså rak om man betraktar den från sidan, men är solfjäderformad om man ser den underifrån. Den engelska termen är fanning efter fan = solfjäder.

### Lofting
En rökplym av typen lofting plume uppstår då luften närmast marken är stabilt skiktad medan luften högre upp är neutralt eller svagt stabilt skiktad. Det krävs att skorstenen är högre än den nivå där luften slår om från att vara stabilt skiktad till den blir neutralt skiktad. Rökgaserna kommer då inte att sprida sig i någon högre grad nedåt, medan en normal spridning uppåt kommer att ske. Detta kan uppstå vid markinversion. Rökgaserna kan i detta fall spridas långt bort.

### Fumigation
Vid fumigation är luften instabilt skiktad nära marken, men stabilt skiktad längre upp. Röken kommer nu inte att sprida sig upp i den stabilt skiktade luften. Däremot kommer röken att sprida sig till hela luftskiktet ner till marken. I sådana här lägen får luftföroreningar en stor påverkan på människor.